# American Quaternary Association
American Quaternary Association (AMQUA, буквально Американская Четвертичная Ассоциация) — профессиональная организация североамериканских учёных, занимающаяся изучением четвертичного геологического периода. Она была основана в 1970 году, и заявленные цели организации состоят в том, чтобы «способствовать сотрудничеству и общению между чрезвычайно широким кругом дисциплин, вовлечённых в изучение четвертичного периода». К этим дисциплинам относятся: антропология, археология, ботаника, климатология, экология, геохимия, геохронология, география, геология, геоморфология, геофизика, гидрология, лимнология, метеорология, неотектоника, океанография, палеонтология, палинология, почвоведение и зоология.
Ассоциация проводит раз в два года конференции по различным темам, выбирая темы, чтобы обратиться к широкому кругу представленных дисциплин. Например, в 2006 году конференция была посвящена теме «Взаимодействие океана/атмосферы и континентальные последствия: экологические прогнозы на основе четвертичных наук» и проходила в Бозмене, штат Монтана.
В дополнение к конференции Ассоциация также издаёт информационный бюллетень The Quaternary Times каждые полгода и ежегодно вручают награду за выдающиеся достижения в карьере.
В числе президентов Ассоциации была Эстелла Леопольд (в 1982-84).